# قلدری رایانه‌ای

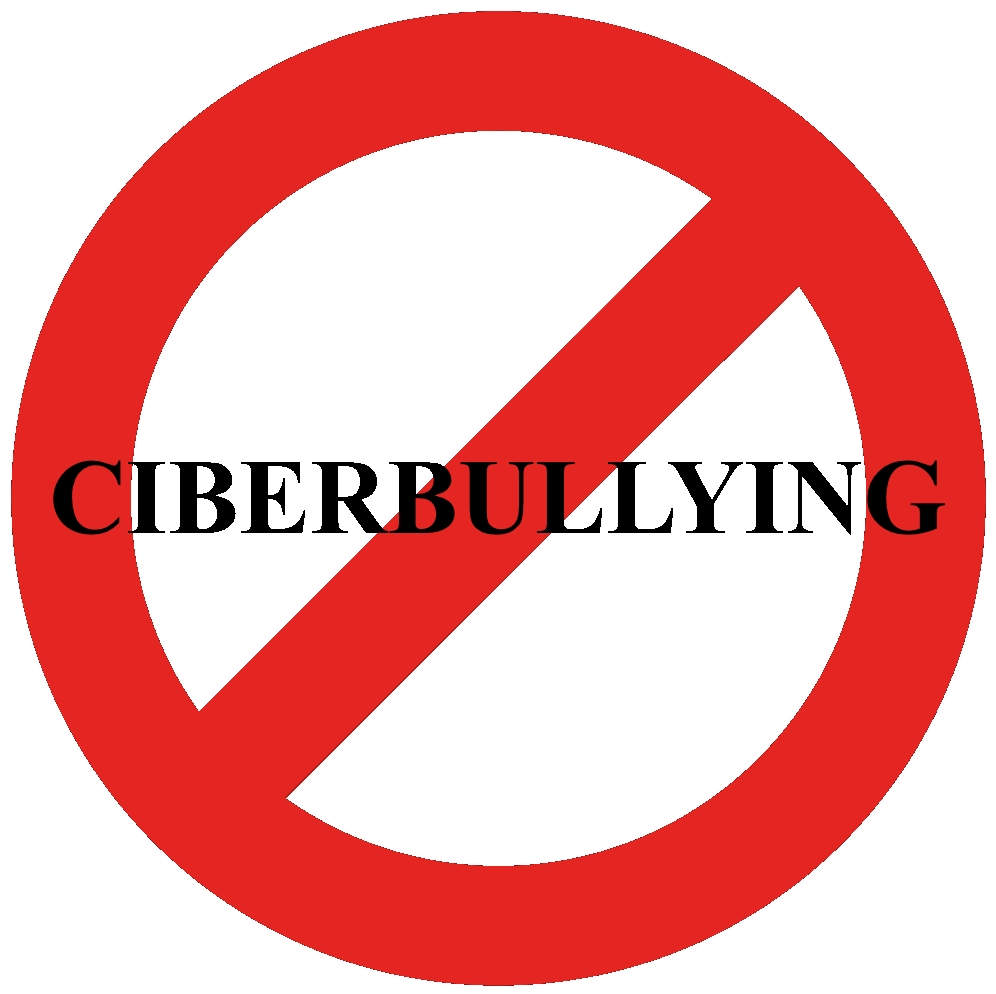
سایبربولینگ

قلدری مَجازی، قلدری سایبری، آزار رایانه‌ای یا سایبربولینگ (به انگلیسی: Cyberbullying) نوعی قلدری یا آزاررسانی است که از راه دستگاه‌های الکترونیکی مانند تلفن همراه، رایانه و تبلت صورت می‌گیرد. قلدری مجازی می‌تواند به وسیله‌ی ارسال ایمیل، پیامک یا به اشتراک‌گذاری محتوایی نادرست و غیرواقعی در انجمن‌های اینترنتی و شبکه‌های اجتماعی، با هدف تخریب، تحقیر یا فشار به اشخاص از سوی فرد یا گروهی انجام شود. قلدری مجازی به دلیل پیشرفت ارتباطات الکترونیکی و استفادهٔ روزافزون جوانان از چنین فناوری‌هایی، به‌خصوص در میان نوجوانان به‌شدت رایج شده‌است.

## بررسی

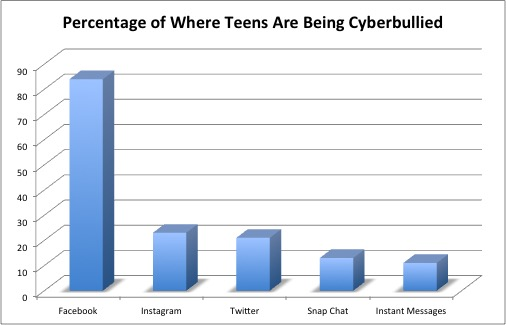
نمودار میله‌ای آمار قلدری رایانه‌ای در فضاهای مجازی

استفاده از فناوری برای آزار اصلاً چیز جدیدی نیست. پیشتر، برقرار کردن تماس تلفنی بدون حرف زدن یک روش معمول اذیت و آزار دیگران بود و امروز، فناوری دیجیتال امکان روش‌های موثرتر و متنوع‌تری را برای مزاحمان اینترنتی و قربانیانشان فراهم آورده‌اند. این‌گونه آزار، گاه به‌طور مکرر ادامه یافته و حالت خصمانه به خود می‌گیرد و به‌طور فزاینده‌ای در جوامع به ویژه در میان جوانان رخ می‌دهد.
با گسترش رسانه‌های اجتماعی و انجمن‌های دیجیتال؛ نظرات، عکس‌ها، پست‌ها و محتوای به اشتراک گذاشته شده توسط افراد، علاوه‌بر آشنایان توسط غریبه‌ها نیز قابل مشاهده است. محتوایی که یک فرد به شکل آنلاین به اشتراک می‌گذارد (شامل محتوای خصوصی افراد یا هرگونه محتوای منفی و آسیب‌زا در مورد آن‌ها) باعث ایجاد نوعی سابقه‌ی عمومی دائمی در اینترنت می‎‌شود که ممکن است برای مدارس، محل‌های کار، کالج‌ها، باشگاه‌ها و سایر افرادی که ممکن است اکنون یا در آینده در مورد آن فرد تحقیق کنند، در دسترس باشد.
قلدری مجازی می‌تواند به آبروی آنلاین افراد درگیر در ماجرا آسیب برساند. این مورد نه‌تنها شامل فرد مورد قلدری قرار گرفته، بلکه به افرادی که زورگویی می‌کنند یا در آن مشارکت می‌کنند نیز می‏‌شود.
برای مقابله با قلدری و آزار مجازی قوانین مختلفی تصویب شده و کارزارهای اطلاع‌رسانی گوناگونی برپا شده‌است. قلدری مجازی در دنیا بیشتر از تصور رایج وجود دارد و در ایران هم رایج است و بیشتر دخترانی که عکس، فیلم یا متنی در دست طرف مقابل دارند در ایران قربانی زورگیری مجازی هستند. زورگیری می‌تواند با تبدیل کردن زندگی قربانی به یک شرایط آکنده از ترس همیشگی، باعث آسیب‌های روحی موقت و حتی دائمی شود.
قلدری مجازی باعث ایجاد نگرانی‌هایی می‏‌شود که از میان آن‌ها می‌توان به موارد زیر اشاره کرد:
مداوم بودن: دستگاه‌های دیجیتال توانایی برقراری ارتباط فوری و مداوم در طول شبانه روز را دارند، بنابراین افرادی که در معرض قلدری مجازی هستند ممکن است به سختی از آن رها شوند.
دائمی بودن: بیشتر اطلاعاتی که به شکل الکترونیکی در معرض عموم قرار می گیرد، در صورت عدم گزارش و حذف، دائمی و عمومی خواهند بود. پس شهرت منفی آنلاین، از جمله برای کسانی که قلدری می‌کنند، می‌تواند در اساسی‌ترین مسائل از جمله پذیرش دانشگاه، اشتغال و سایر زمینه‌های زندگی تاثیر بگذارد.
تشخیص دشوار: معلمان و والدین ممکن است از زورگویی و آزار سایبری به موقع مطلع نشوند و تشخیص کودک مورد قلدری قرار گرفته دشوار خواهد بود.

## مقابله
افراد و حکومت‌های بسیاری با قلدری رایانه‌ای مقابله می‌کنند. ژاپن برای قلدری رایانه‌ای یک سال حبس در زندان تعیین کرد. پس از خودکشی هانا کیمورا به علت قلدری رایانه‌ای، دولت ژاپن در این زمینه حساس‌تر شده است. کیمورا قبل از مرگ، پست‌هایی مبنی بر آزار و اذیت سایبری در شبکه‌های اجتماعی دریافت کرده بود. توهین در فضای مجازی نیز جریمه بیشتری نسبت به گذشته در دولت ژاپن دارد.

## فضا‌هایی که قلدری مجازی عموما در آن‌ها اتفاق می‌افتد
- شبکه‌های اجتماعی مثل توییتر، فیس‌بوک، اینستاگرام و...
- اپلیکیشن‌های پیام‌رسان مثل واتس‌اپ، تلگرام و...
- اتاق‌های گفتگو و انجمن‌های اینترنتی
- ایمیل و پیامک
- انجمن‌های بازی‌های آنلاین[۹][۱۰]

## روش‌های قلدری مجازی
- ارسال نظرات یا شایعات مربوط به افراد به صورت آنلاین، ناپسند، آزاردهنده یا شرم آور.
- تهدید فرد به صدمه زدن یا گفتن این‌که خودشان را بکشند.
- ارسال یک تصویر یا فیلم آسیب‌رسان.
- تظاهر به هویتی دیگر در فضای آنلاین به منظور دریافت یا ارسال اطلاعات شخصی یا نادرست.
- ارسال نام‌ها، نظرات یا محتوای نفرت انگیز درباره هر نژاد، مذهب، قومیت یا سایر خصوصیات شخصی به صورت آنلاین.
- ایجاد یک صفحه وب آسیب رسان در مورد یک شخص.
- افشای اطلاعات خصوصی افراد شامل آدرس‌ها، شماره‌های تلفن، کارت اعتباری، آدرس شبکه‌های اجتماعی آن‌ها و سایر داده‌های خصوصی. [۱۱][۱۲]